# Lars Sjöström
Lars Henry Olof Sjöström, född 26 juni 1939 i Malmö S:t Petri församling, är en svensk före detta fotbollsspelare i bland annat AIK och Halmstads BK.

## Biografi
Lars Sjöström föddes i Malmö och började spela fotboll 1953 i Lidhult GoIF. Inför säsongen 1958 gick han till IS Halmia och var med att gå upp i Allsvenskan 1963 tillsammans med AIK efter tidernas mest spännande allsvenska kval. Den säsongen, 1963, kom IS Halmia ohjälpligt sist medan AIK slutade på en tredjeplats och Sjöström tog då initiativet att gå till AIK.
Sjöström började tiden i AIK bra genom att göra många mål i träningsmatcher inför Allsvenskan 1964. Han gjorde även mål i sin debut i AIK-tröjan – det var en kvittering mot IFK Norrköping som innebar 3–3 på Råsunda. Det blev även fler mål för Sjöström under året i AIK – åtta stycken under sin debutsäsong och placerade sig tvåa i AIK:s interna skytteliga. 1965 tätnade dock konkurrensen då målspottaren Owe Ohlsson kom till AIK från IFK Göteborg. Efter endast tre allsvenska matcher för AIK gick han till Halmstads BK inför säsongen 1966.
Efter ett par säsonger i Halmstads BK gick han till mindre fotbollsklubbar i Sverige.